# San Nicolò di Comelico
San Nicolò di Comelico (venetisch: San Colò) ist eine norditalienische Gemeinde (comune) mit 384 Einwohnern (Stand 31. Dezember 2023) in der Provinz Belluno in Venetien. Die Gemeinde liegt etwa 54,5 Kilometer nordnordöstlich von Belluno im Cadore und grenzt unmittelbar an das österreichische Bundesland Tirol.

## Verkehr
Durch die Gemeinde führt die Strada Statale 52 Carnica von Venzone nach Innichen.